# ستيف هامبسون
ستيف هامبسون (بالإنجليزية: Steve Hampson)‏ هو لاعب دوري الرغبي أسترالي، ولد في 14 أغسطس 1961.